# قسط خشن
قسط خشن (الاسم العلمي:Costus scaber) هو نوع من النباتات يتبع جنس القسط من الفصيلة القسطية.